# 日月山

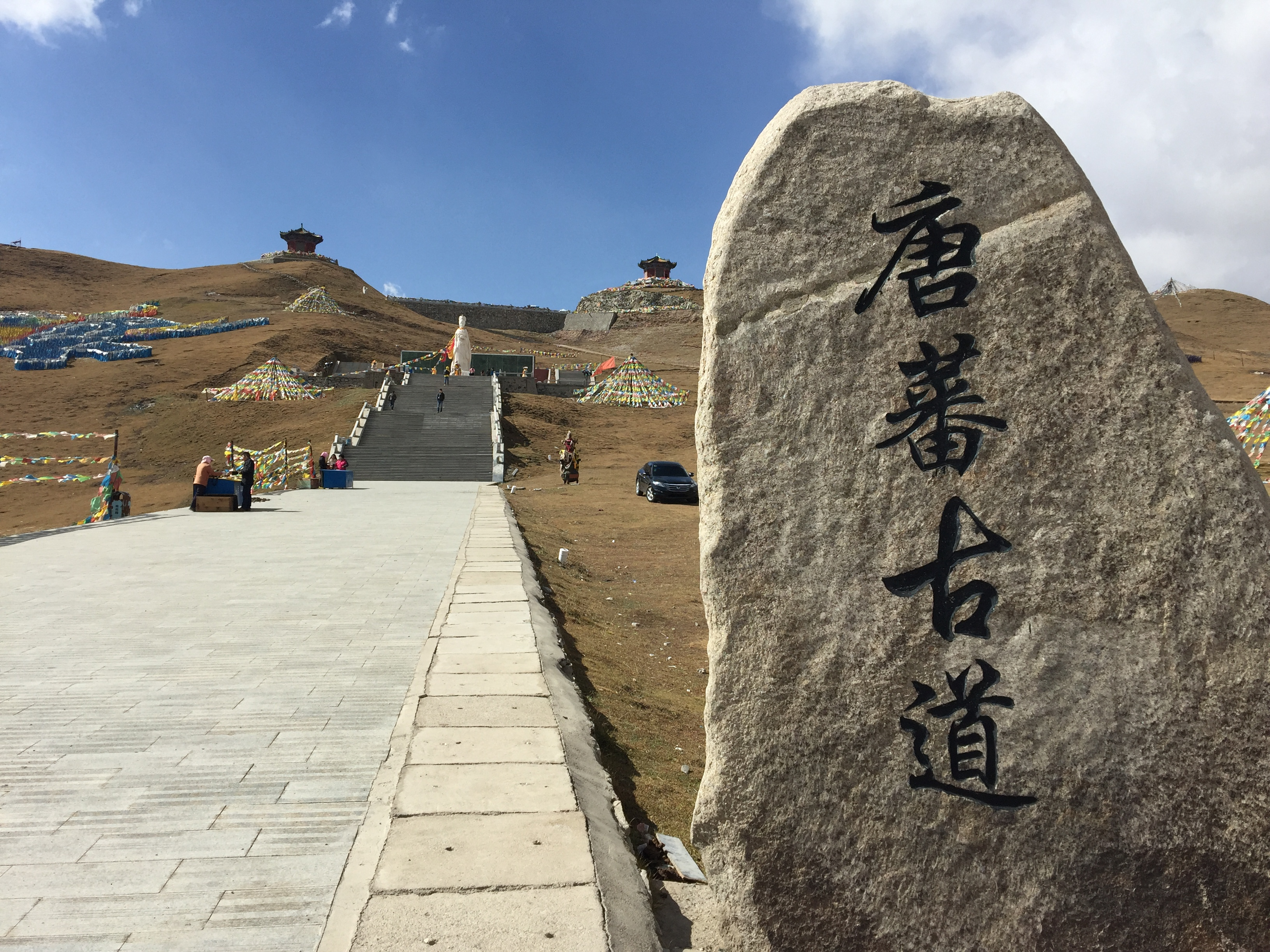
日月山

日月山（にちげつさん）は、青海省東部の湟源県日月チベット族郷に位置する地名。古称は赤嶺、チベット名はニンダーラ。祁連山脈に属する。822年（唐長慶2年、吐蕃彝泰8年）に締結された唐と吐蕃の講和条約では、両国の国境がこの地に定められ、両国の首都（長安・邏些（ラサ））とこの地に、条約の文面を刻んだ石碑が立てられた。
現在でも、アムド地方（青海省）における生活環境の境界となっており、この地の西方と南方は、遊牧を営む蔵族・蒙古族の住人が、東北方では農業その他に従事する諸民族の混住地域となっている。